# 蒿里山
蒿里山，本名高里山，又称英雄山，亭禅山，位于中华人民共和国山东省泰安市泰山脚下，泰山大街东首，京沪铁路泰山站附近。山体略成东南西北走向，南北长500米，东西宽400米，面积0.2平方公里。蒿里山山体由石灰岩构成，山上多荆棘、酸枣、蓬蒿，又有密集的人工造林。“英雄山”这个称呼则得名于近代以来蒿里山上两次大的战役为主牺牲无数英雄烈士。蒿里山原有蒿里、社首两山及辞香一岭，今只存蒿里山。

## 人文历史

### 古代

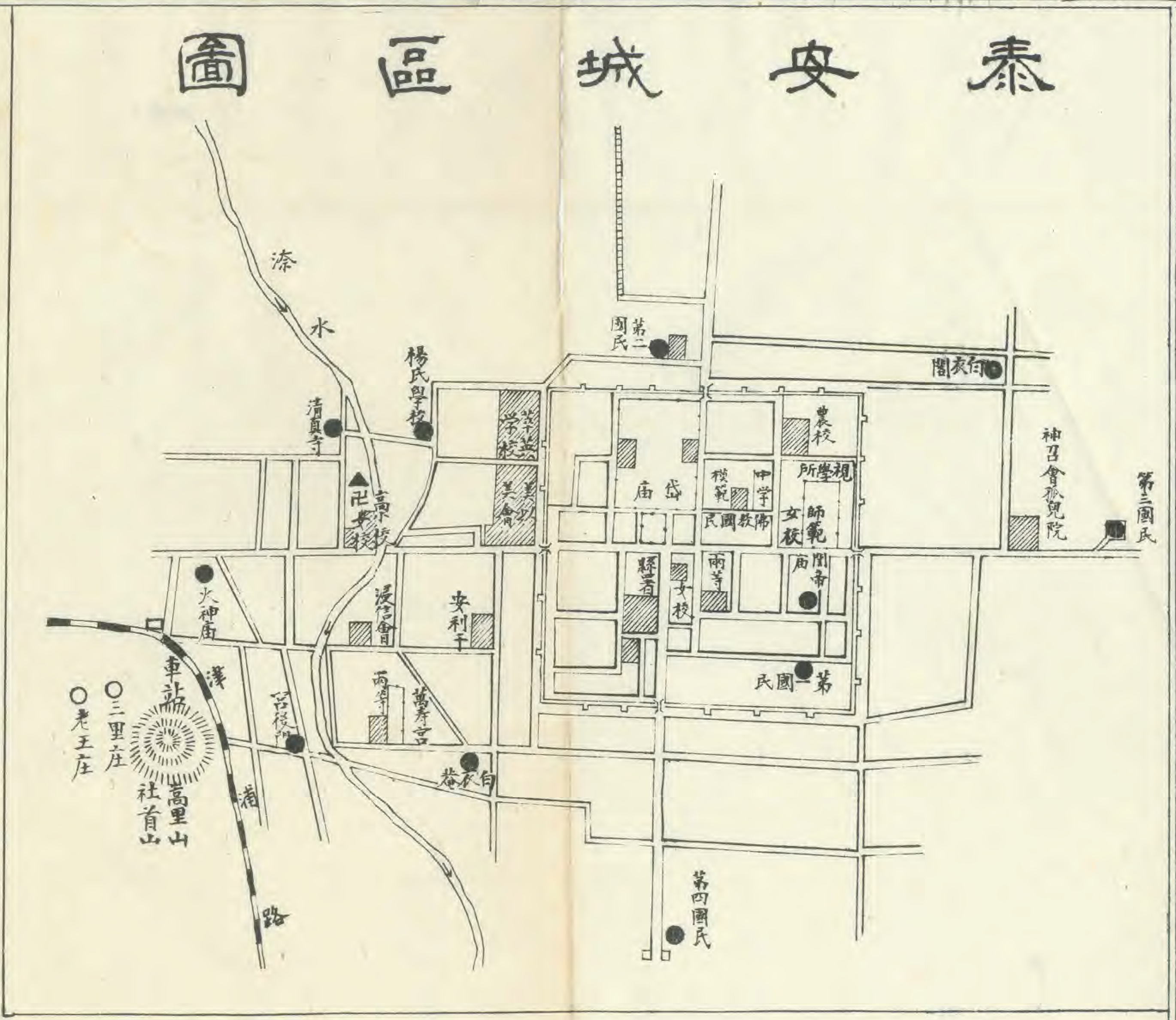
民国十八年（1929）《重修泰安县志》泰安城区图，蒿里山与社首山均标注在县城西南。

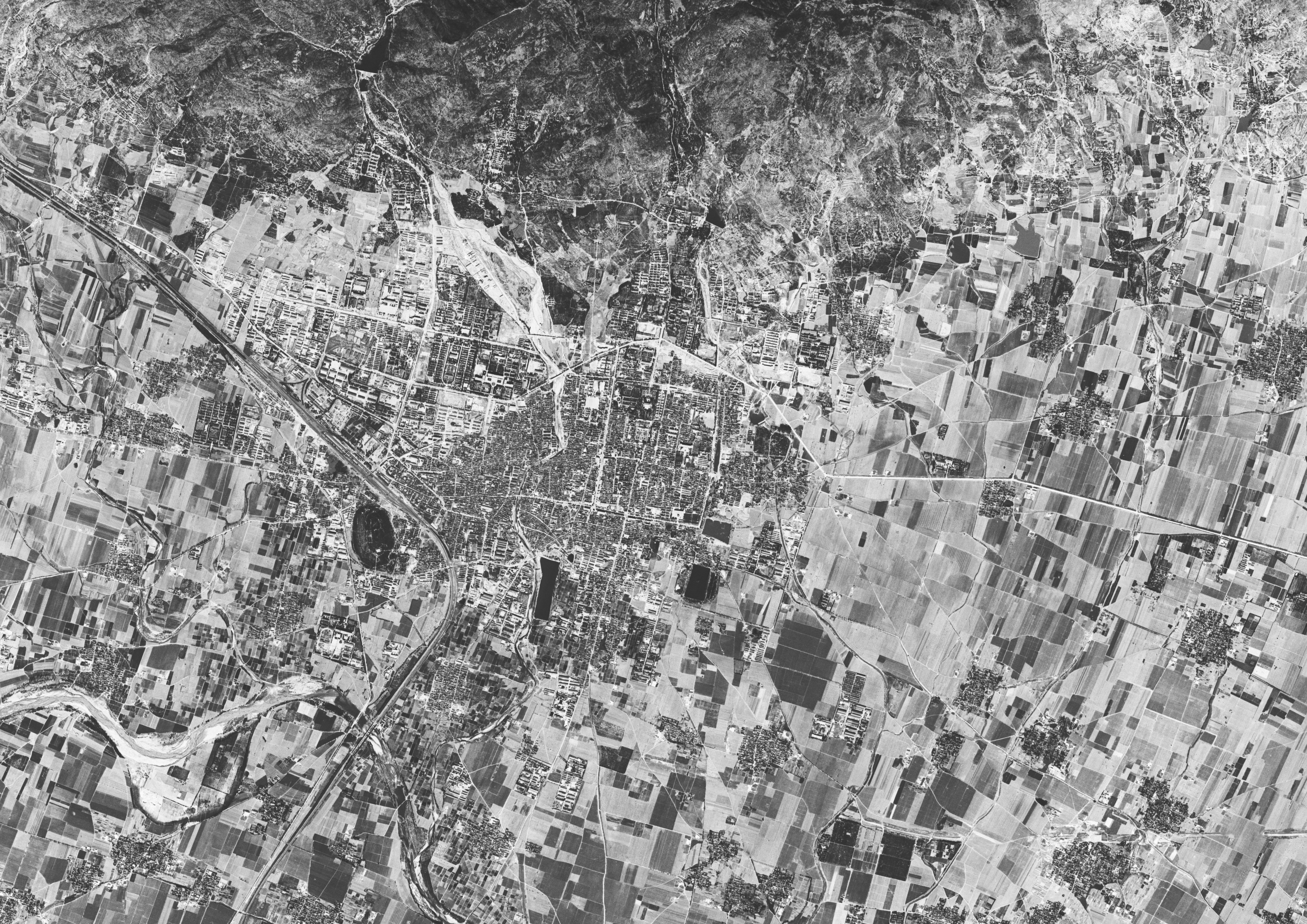
1971年9月泰安城区卫星航拍，蒿里山及其相连的居民区下社首山遗迹清晰可辨。

在汉代以前，蒿里山称作“高里山”。《汉书》中多处记载汉武帝“亲禅高里”。汉太初元年（公元前104年）十二月，汉武帝禅于高里山。
大概在魏晋时期，文献中就已经有“蒿里”这一称呼的记载，晋代陆机所著的《泰山吟》中曾写道：“梁父亦有馆，蒿里亦有亭。幽岑延万鬼，神房集百灵。长吟泰山侧，慷慨激楚声。”
唐开元十三年（725年），唐玄宗李隆基封禅泰山，封泰山神为“天齐王”，并在蒿里山留下了泰山封禅玉牒。
宋大中祥符元年（1008年），宋真宗赵恒封禅泰山，也在蒿里山留下了泰山封禅玉牒，据正史记载，宋真宗是最后一位到泰山进行封禅的中国皇帝。
元至元二十一年（1284年），东岳庙住持、东岳提点监修官兼东平路道教都提点张志纯兴建南天门，重修东岳蒿里山神祠（又称蒿里山森罗殿），并由徐世隆撰文，立重修蒿里山神祠记碑。
清代乾隆时期编纂的《泰安府志》卷七《祠祀》是这么记载的：“高里山，县西南三里。俗名蒿里，误。”蒿里山这个说法是误传的结果，但是已经成为习惯，遂成为正式名称。

### 近代

#### 发现与建设
1907年6月24日，法国汉学家沙畹、俄国汉学家瓦·米·阿列克谢耶夫以及随行的摄影师在考察泰山时浏览过蒿里山，并留下了照片。此前他们还浏览过泰安城与泰山多处古迹。
20世纪20年代初，古生物学家、地质学家孙云铸在蒿里山上发现了蒿里山虫，是首个在中国发现的三叶虫化石。
1925年秋，中国共产党山东党组织派共产党员来泰安开展活动。1926年，马守愚、王仲修、于赞之等人在泰安火车站发展共产党员。不久以后，众人在蒿里山秘密开会，建立了泰安第一个中共党支部：中共泰安支部。也是在蒿里山上，成立了泰安地区的第一个中共领导的工会组织。
1928年9月，马鸿逵在蒿里山立石碑，正面题写“国民革命军第四军第三次北伐阵亡烈士之墓”，背面则有“重于泰山”四个字，左右两面的题字分别为“革命尚未成功”“同志仍须努力”。顶上有类似于方尖碑的四斜，均刻有国民政府徽标，此石碑在原地保存，没有遭到破坏。
1931年春，马鸿逵在泰山脚下为死去的官兵修建一座纪念碑，在蒿里山顶拆除文峰塔石基时意外挖到唐玄宗和宋真宗各自所使用的《禅地衹玉册》，之后私带到美国。

#### 战争
蒿里山是老泰安城西部的天然屏障，且在1909年，位于城西关的津浦铁路泰安火车站建成之后，西关商贸发展迅速，蒿里山就成为了控制津浦铁路与泰安城的制高点与必争之地。不论是国民革命军北伐，抗日战争还是第二次国共内战，驻扎的部队都曾设有重兵把守，并筑有坚固工事。
1928年4月，国民革命军的第一、第二集团军入境泰安，北伐战争泰安战役爆发。28日，沿津浦线南进的北伐军中路占领了蒿里山森罗殿，与城北的金山眼光殿分部配合包围泰城。5月2日，北伐军第一师攻入泰城。徐海春旅2000余人在岱庙投降，指挥官徐海春趁乱潜逃。
1938年，日军侵占泰安，占领了蒿里山。
1946年（民国三十五年）至1948年（民国三十七年），国、共两军围绕泰城，进行四次争夺战。蒿里山作为主战场。
1947年春，华东野战军命令第十纵队强攻泰安，发起泰安战役，决心粉碎国民党对山东解放区的“重点进攻”。战斗于1947年4月22日打响。23日，第十纵队扫清泰安外围要点，之后在进攻制高点蒿里山以及泰城西关时受挫。因此华东野战军决定增调第三纵队。此次战斗打得异常惨烈，24日夜，三纵八师二十三团一营赶走了蒿里山敌阵地一部敌军并成功占领，但是因敌侧翼火力封锁后援，被迫撤出蒿里山阵地。25日黄昏，解放军调来特种兵炮兵纵队加入战斗，步炮配合再次发起总攻，迅速攻占了蒿里山和西关，之后攻入泰安城内。至26日上午10时，攻城部队最后攻占了设在岱庙的国民党军队师指挥部。此战解放军歼灭2万人，俘虏1万余人，取得决定性胜利。
此战中，二连二排战士徐光明、孙喜友、夏其盘三人在24日夜撤退时与二十三团一营大部队失去联络，转移到蒿里山主峰与社首山鞍部的一守敌碉堡中，在多批次敌炮击下坚守了这一前沿阵地，与周围的守敌战斗了接近一整天。援军返回后又配合率先向敌人发起反攻。战后徐光明、孙喜友、夏其盘三个战士被华东野战军三纵授予“蒿里山三勇士”的称号。

#### 破坏
1928年4月，北伐战争泰安战役爆发前，张宗昌手下徐海春旅在蒿里山占据了文峰塔并布防修筑工事。此战役蒿里山受战火波及而损伤。
1929年12月23日，驻泰国民党军孙良诚部拆毁了蒿里山的文峰塔、资福寺、五福庙等。
1931年春，马鸿逵在蒿里山修建纪念碑时拆毁了残留的文峰塔石基与神祠。文峰塔石基遗址今存于蒿里山。
1938年，日军侵占泰安时，在蒿里山上设碉堡群、瞭望所，山林尽数摧毁。

1947年春，泰安战役结束后，华北野战军战地记者撰文表示，蒿里山原为泰城外的名胜之一，此时的山林树木已被砍伐一空，“山林全毁于战火”，山顶的神祠等庙宇建筑也夷为平地。现仅存石基。

### 现代
1950年，泰安站在蒿里山建100立方米水塔1座，同时修复了1946年被炸毁的水楼，并改为站房。
1951年，因城市建设，蒿里山旁的社首山被毁。周恩来得知后批示制止乱打山石。
蒿里山南麓至今还残存着不少战壕等战斗工事遗迹。1949年以后，泰安市政府组织市民与驻军在山上遍植侧柏，今天的蒿里山上树林茂密，蔚然壮观，在泰山大街或者龙潭路的行人与驾驶员很容易注意到前方翠绿的蒿里山。
1992年，中华人民共和国国务院批准将蒿里山列入《泰山风景名胜区总体规划》内。

1996年1月，在原灵山庄的基础上设立英雄山居委会，附近居民归属居委会管辖。

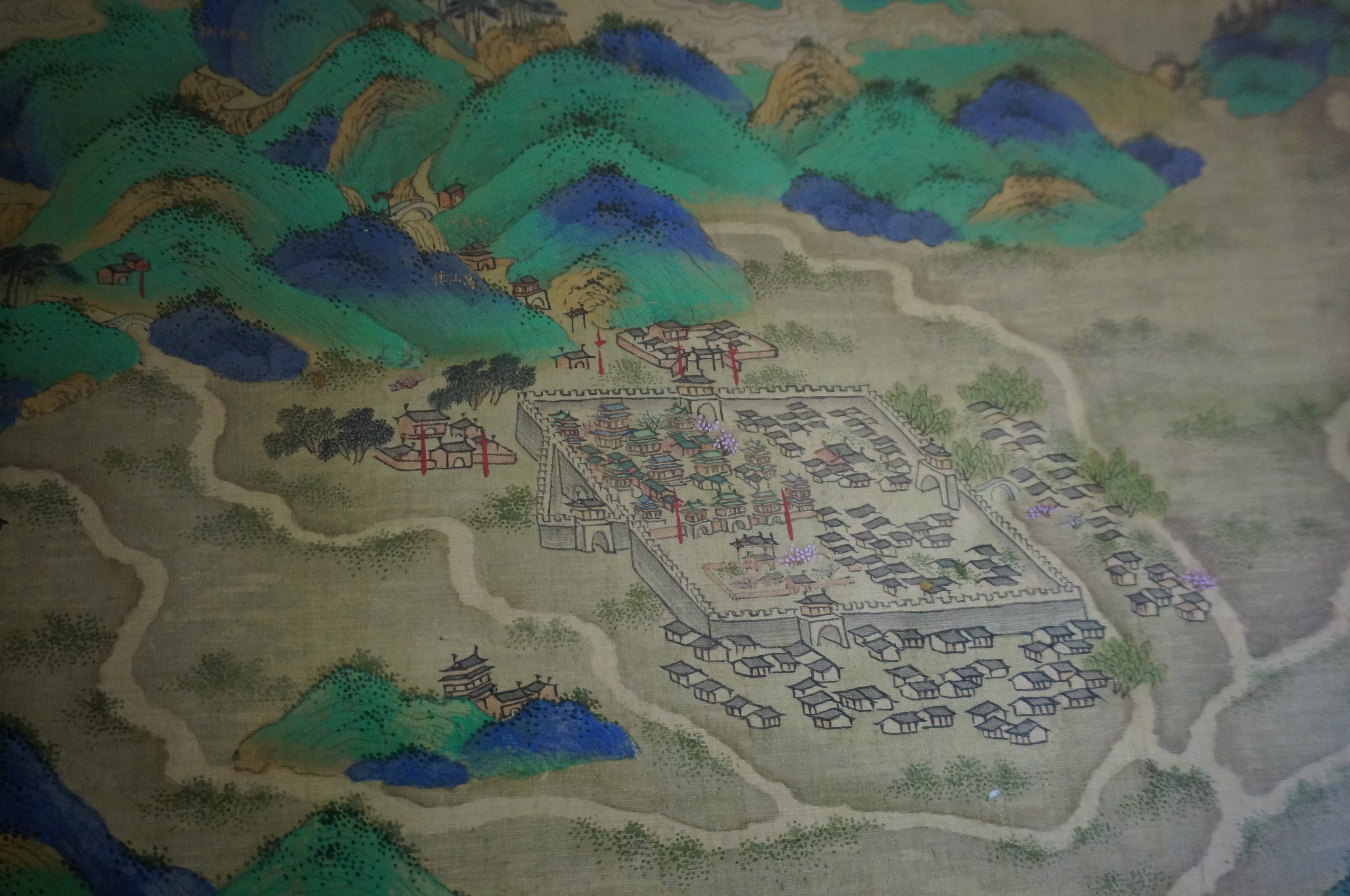
清康熙《京杭道里图》泰安府城局部，可见蒿里山与社首山之间的庙宇。

2007年7月，经泰山区人民政府批准，英雄山居委会更名为英雄山社区居委会，隶属于泰安市泰山区财源街道办事处。
2012年6月1日，在第三次全国文物普查工作结束后，泰安市第三次全国文物普查领导小组办公室公布了国家文物局审核通过的1633处不可移动文物，其中包括蒿里山神祠遗址与蒿里山北伐军烈士纪念碑。

## 地质构造
蒿里山虽属于泰山山系，但是其地质构造与形成时间与泰山差别很大。蒿里山比泰山形成时间晚了20亿年，是距今5亿至6亿年前形成的晚寒武纪石灰岩。在距今2亿年前后，受燕山运动影响，泰山以南出现了三条大断裂，其中泰山与蒿里山之间的泰前断裂东西长100余公里，宽几十至上百米，是泰山与蒿里山所处泰莱盆地的天然分界线。
蒿里山见证了中国首次发现三叶虫化石的过程，此化石由发现者，古生物学家、地质学家孙云铸在1924年命名为“蒿里山虫”（Kaolishania）。蒿里山虫化石形成于中国北方寒武纪地层，是三叶虫纲，褶颊虫目的一属，是划分寒武纪地层的标准化石之一。1958年，中华人民共和国邮电部发行了《中国古生物》特种邮票（特22）。其中第一枚面值4分的邮票展示的是蒿里山虫的头部和尾部，单张邮票发行了500万枚。嵩里山虫是世界上首枚以三叶虫为主题的邮票。

## 神鬼文化

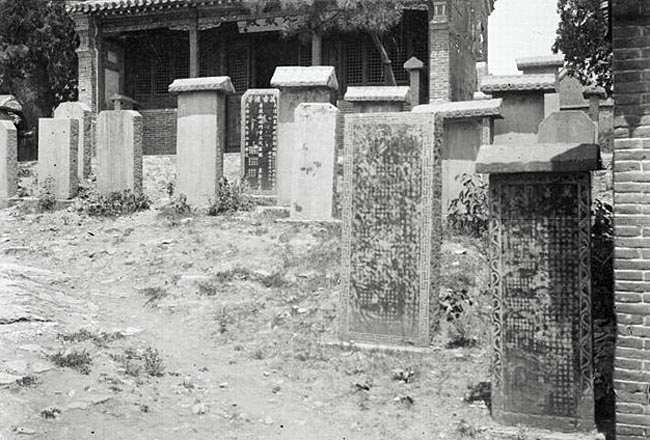
1907年沙畹随行的摄影师拍摄的地藏殿及殿前墓石。

### 封禅
坐落在泰山脚下的蒿里山是中国鬼神文化的象征，是封禅文化的重要组成部分，是祭地文化的源地。西汉的史学家司马迁在《史记·封禅书》记载：“自古受命帝王，曷尝不封禅。”东汉班固《白虎通义》也提到：“王者受命，易姓而起，必升封泰山。”封禅一事便成为国家祭祀大典。在泰山极顶筑坛以祭天称为“封”；在泰山附近小山筑坛以祭地则称为“禅”。蒿里山主峰与一旁的社首山因被古帝王们选为降禅（下泰山而举行禅礼）之地而备受关注。汉武帝为封禅一事费尽心思，从元封元年（公元前110年）起的22年间，九临泰山，八次进行封禅或修封祭祀。
同汉武帝一样，唐高宗、唐玄宗、宋真宗也亲临泰山，举办封禅仪式。唐高宗在祭地仪式中，改变了以往的传统，令皇后武则天为亚献。唐玄宗封禅时，日本、新罗、大食等数十国皆遣使随行观礼，深受仪式震撼。宋真宗为了维护统治权威，甚至虚构天书祥瑞的理由。宋真宗之后，诸朝帝王不再举行封禅大典，只在泰山上办祭祀礼仪。从此少有帝王光顾泰山，更不必说泰山脚下的蒿里山了。

### 民间信仰
蒿里山不再因为皇帝的封禅大典受人关注，帝王典礼便让位于民间信仰，蒿里山从禅地变逐渐转变为主死之地，人们视蒿里山为死后灵魂的归宿之处。据传说，蒿里山为泰山（泰安）“地府、人间、仙境”三大空间的地府所在，具体解释如下：
- 仙境：从岱宗坊至岱顶，即从今日红门路一直向上，登山盘道即为“天阶”。过南天门后即进入天上仙境；
- 人间：泰安旧城区，今青年路以东，虎山路以西，岱庙北街以南，财源大街东段以北[30]；
- 地府：过渿河西至蒿里山。蒿里山在汉代已有“泰山治鬼”之说。

因世传人死魂归蒿里，故世人多于蒿里山立碑，镌刻“三代（或先代）宗亲之位（或之所）”，蒿里山香社碑为独有的形式，大多墓石都由一村或数村的信众集资而立。沙畹考察泰山时就拍摄下了蒿里山的石碑，并在之后出版的专著中加以记述。2007年在南关修筑道路时的发现了几块残碑，印证了沙畹的记载。
此外，对于蒿里山“治鬼主死”，古人还有另外一种解释：泰山位于东方，《博物志》记载，“东方万物始成，故知人生命之长短”，于是泰山成为主生的山；同时也认为“高者主生，下者为死”，相对于海拔一千四百余米的泰山，低矮的蒿里山就成为主死的山，也就是鬼魂所属的山了。

## 文物遗迹

### 蒿里山神祠
在蒿里山与社首山之间曾建有森罗殿，又名蒿里山神祠，创建年代无法考究。根据元朝至元二十一年（1284年）《重修东岳蒿里山神祠记》载，唐宋年间此处香火不绝，五代重修时，“旧祠百二十楹……次第落成。其塑辉耀，比旧有加焉”。明成化二年（1466年）重修，有七十五司及三曹神塑像。明汪子卿《泰山志》卷二《灵宇》记载：“森罗殿，左为阎王庙，在岳南三里蒿里、社首二山之间，有七十五司及三曹对案之神，神各塑像，俗传地狱收捕追逮、出入死生之说，固儒者不道，然亦足以警教愚民，使之向善而畏恶也。”清代乾隆年间《泰安府志》卷七《祠祀》记载：“高里山神祠，在府城西南三里，本名亭禅山，汉武帝太初元年禅高里即此。其后因蒿里之歌，讹称蒿里，好事者从而附会，建十王殿於高里社首之间。其说主轮回因果，非君子之所取。然陆机晋人已云：‘蒿里亦有亭，幽岑延万鬼’。又庙中有元明重修碑，皆不能详其创建。盖由来亦久矣。”
沙畹在1910年于法国巴黎出版的《泰山》第六卷《民间信仰》中记述了蒿里山祠貌：“由此向北，经过一重由两个面目狰狞的守护神护卫的门廊，就到了森罗殿。”沙畹还记叙了森罗殿外面的情况，包括在蒿里山祠庙墙内三个建筑物，还有位于蒿里山脚下的十王殿。出庭院后向东，便来到神祠围墙内的最高点，由此可俯瞰与泰山相接的泰安平原。
蒿里山森罗殿现仅存石基。2012年6月1日，蒿里山神祠遗址被列为泰安市第三次全国文物普查不可移动文物名录。

### 重修蒿里山神祠记碑
重修蒿里山神祠记碑，全称《重修东岳蒿里山神祠记》，元至元二十一年（1284年）立，为重修著名的东岳蒿里山神祠的记事碑。碑高3.55米，宽1.02米，厚0.29米。此碑记载了元代张志纯重修东岳蒿里山神祠的过程，并由翰林学士徐世隆撰文。此碑原立于蒿里山森罗殿之后，1931年（民国二十年），驻军马鸿逵部在蒿里山修烈士祠，将森罗殿拆毁，1972年将重修蒿里山神祠记碑移置岱庙内。
另外，2009年，泰安市在维修自来水管网时发现了《明重修蒿里山神祠记》残碑一块。《岱览》卷二十记载：“《大明重修蒿里山神祠记》：礼部左侍郎致仕东鲁许彬道中撰文……成化三年岁次丙戌夏五月朔日立石……在森罗殿后亭中，南向。碑莹润如镜，俗呼透明碑。”此前此碑很长时间不见踪影，且留存书籍鲜有记载。

### 禅地玉册
唐玄宗与宋真宗禅地时曾在神祠埋下禅地玉册，历史上蒿里山附近居民曾多次捡得。宋太平兴国年间，泰山乡民拾得唐玄宗禅地玉册，献于朝廷，宋真宗参考其样式，令其埋藏于旧址，整修如旧。明洪武九年（1376年），泰安州民在蒿里山捡得玉匣，内藏玉简，明太祖朱元璋亲自参与鉴定，认定为宋真宗禅地玉册，并称“此乃先代帝王致敬神祇之物”，下令仍将其简埋于原处。几百年间，禅地玉册屡次现身，却从来没有离开过蒿里山。
1931年春，马部的大量人马为修纪念碑在泰城西南的蒿里山开始了大规模的挖掘活动。手下士兵在挖掘时发现了五色土与封禅遗留社稷坛。士兵察觉异样之后向马鸿逵报告，马鸿逵命令继续谨慎挖掘。不久后即挖掘出了两个金盒以及各自装有的玉片：一卷由15块长方形的玉简组成；另一卷则由16块玉简组成。玉片保存完好，晶莹剔透，其上刻有文字，文字端庄清秀。几天后马鸿逵亲自带着玉册前往北平，请一位学者和两个资深的古董商人查验来历。三人询问了玉片的来历，回答此物为“无价之宝”。据专家考证，这两卷玉册，一卷是唐玄宗李隆基的封禅玉册，另一卷是宋真宗赵恒的封禅玉册。此后马鸿逵一直对外保密。
1933年3月10日，北平报纸以大幅标题详细报道了泰安惊现古代玉册。在报章行文中，著名学者邓之诚、柯昌泗、王价藩、赵新儒等人极高地评价了马鸿逵的这个发现：“此项古器为中国文化史上空前之发现……其重要处，一方面可以考量古代封禅泰山典礼仪式，一方面可见古代书简之形象，与中国历史文化极有关系，其价值当不在过去发现任何古物之下……”“也为研究中国封禅制度与泰山历史，提供了无与伦比的实物资料……”经过报章宣传，封禅玉册被马鸿逵掘出的消息震惊了朝野。
此后，有大量的人物先后希望从马鸿逵手中高价购买玉册，同时有众多爱国人士齐声要求马鸿逵上缴国家。马鸿逵并没有理会，视玉简为珍宝。1950年10月，他在陈纳德的帮助下到美国，同时派人将两个玉册带到了美国，存入洛杉矶某银行。1970年，马鸿逵在临终前叮嘱四姨太刘慕侠，“一定要将玉册带回中国去”。1971年，刘慕侠赴台把玉册交给蒋介石。蒋介石特意举行了隆重的仪式接收接收唐宋玉册，转赠给了台北故宫博物院。《禅地衹玉册》现由台北故宫博物院保管陈列。

## 现代观点
蒿里山是泰山与泰山文化的重要组成部分，但是自津浦铁路修筑后，蒿里山与泰山景区在地理上逐渐被分割。此外百余年间泰城中心不断西移，融入泰安城区，被高层建筑包围，致使蒿里山成为不受重视的泰山“飞地”。有学者认为，由于土地利用不充分考虑蒿里山作为城市景观的绿色核心的具体因素，限制了蒿里山景观和文化价值的充分发挥，建设与破坏并存，丧失了山地景观原有的鲜明个性和地方特色。包括蒿里山附近的泰安市区普遍存在绿色空间狭小，环境资源紧张，环境恶化的滞后等问题。尽管山上人造侧柏林密集，野草较多，然而1999年的田野调查发现，侧柏林下土层贫瘠干燥。也有学者认为，因为缺乏经济效益，社会各界对于泰山地府文化的保护或重视十分有限，同时忽略了对三重空间、三重境界的宣传教育，削弱了泰山文化的内涵。

## 周边
蒿里山旁曾有社首山，规模比蒿里山小很多。1951年，因为大规模的城市建设，社首山被凿毁取石。1952年，时任中央人民政府政务院总理周恩来根据有关部门反映“部分群众在泰山科学山上乱打山石及社首山被毁”之事，批示制止乱打山石。社首山遗址现为居民区。
蒿里山脚下，灵山大街路北设有中共泰安第一支部展室，面积约200平方米，收录图片约300幅，主要展示自1926年泰安市第一个中共党支部成立到中华人民共和国成立前的党史。
蒿里山以西是泰安汽车总站，为中华人民共和国国家一级公路客运站，隶属于泰安交运集团公司，是泰安市客运量最大的汽车站，也是山东省重要的交通客运枢纽。
蒿里山西北是泰山站，于1909年开始建设，隶属济南铁路局济南车务段的二等车站，东侧1909年建成的站房是山东省文物保护单位。
在蒿里山附近设有泰山区财源街道英雄山社区，管辖周围居民，在蒿里山以南有山东省泰安英雄山中学，蒿里山以北以东是铁路新村居民区或者京沪铁路沿线的设施。

## 备注
1. ↑  文献对蒿里山的记载比较混乱：有的把蒿里山当做主峰，社首山做附属；有的则把社首山看做独立的丘陵；甚至有的游记直接误把整个蒿里山认作社首山。